# Coupe du monde de dressage 2014-2015
Navigation
Édition précédente Édition suivante
La coupe du monde de dressage 2014-2015 est la 30e édition de la coupe du monde de dressage organisée par la FEI.

## Ligues
| Ligue             | Nombre d'épreuves | Vainqueur     |
| ----------------- | ----------------- | ------------- |
| Europe de l'Ouest | 9                 | Edward Gal    |
| Europe Centrale   | 7                 | Elena Sidneva |
| Nord-Américaine   | 10                |               |
| Asie - Pacifique  | 4                 | Mary Hanna    |

### Ligue d'Europe de l'Ouest
| Ville       | Pays        | Début            | Fin              | Vainqueur                                       |
| ----------- | ----------- | ---------------- | ---------------- | ----------------------------------------------- |
| Odense      | Danemark    | 16 octobre 2014  | 19 octobre 2014  | Edward Gal sur Glock's Undercover N.O.P.        |
| Lyon        | France      | 29 octobre 2014  | 2 novembre 2014  | Adelinde Cornelissen sur Jerich Parzival N.O.P. |
| Stuttgart   | Allemagne   | 19 novembre 2014 | 23 novembre 2014 | Fabienne Lütkemeier sur D'Agostino FRH          |
| Stockholm   | Suède       | 28 novembre 2014 | 30 novembre 2014 | Tinne Vilhelmson Silvén sur Don Auriello        |
| Londres     | Royaume-Uni | 16 décembre 2014 | 22 décembre 2014 | Charlotte Dujardin sur Valegro                  |
| Amsterdam   | Pays-Bas    | 30 janvier 2015  | 1er février 2015 | Charlotte Dujardin sur Valegro                  |
| Neumünster  | Allemagne   | 12 février 2015  | 15 février 2015  | Ulla Salzgeber sur Herzruf's Erbe               |
| Göteborg    | Suède       | 26 février 2015  | 1er mars 2015    | Jessica von Bredow-Werndl sur Unee BB           |
| Bois-le-Duc | Pays-Bas    | 12 mars 2015     | 15 mars 2015     | Edward Gal sur Glock's Undercover N.O.P.        |

### Ligue d'Europe centrale
| Ville          | Pays     | Début            | Fin              | Vainqueur                                         |
| -------------- | -------- | ---------------- | ---------------- | ------------------------------------------------- |
| Lipica         | Slovénie | 23 mai 2014      | 25 mai 2014      | Valentina Truppa sur Fixdesign Eremo Del Castegno |
| Nijni Novgorod | Russie   | 9 juin 2014      | 13 juin 2014     | Inessa Merkulova sur Mister X                     |
| Brno           | Tchéquie | 20 juin 2014     | 22 juin 2014     | Elena Sidneva sur Romeo Star                      |
| Moscou         | Russie   | 4 septembre 2014 | 7 septembre 2014 | Regina Isachkina sur Diaz                         |
| Czosnów        | Pologne  | 5 septembre 2014 | 7 septembre 2014 | Inna Logutenkova sur Don Gregorius                |
| Tallinn        | Estonie  | 3 octobre 2014   | 5 octobre 2014   | Inessa Merkulova sur Mister X                     |
| Kaposvár       | Hongrie  | 10 octobre 2014  | 12 octobre 2014  | Jessica Von Bredow Werndl sur Unee BB             |

### Ligue nord-américaine
| Ville               | Pays       | Début             | Fin               | Vainqueur                          |
| ------------------- | ---------- | ----------------- | ----------------- | ---------------------------------- |
| Palgrave            | Canada     | 6 juin 2014       | 8 juin 2014       | Diane Creech sur Devon L           |
| Saugerties          | États-Unis | 14 août 2014      | 17 août 2014      | Ashley Holzer sur Dressed In Black |
| Saugerties          | États-Unis | 18 septembre 2014 | 21 septembre 2014 | Jacqueline Brooks sur D Niro       |
| Devon               | États-Unis | 25 septembre 2014 | 28 septembre 2014 | Ashley Holzer sur Tiva Nana        |
| Wellington          | États-Unis | 7 janvier 2015    | 11 janvier 2015   | Lars Petersen sur Mariett          |
| Wellington          | États-Unis | 21 janvier 2015   | 25 janvier 2015   | Lars Petersen sur Mariett          |
| Burbank             | États-Unis | 19 février 2015   | 22 février 2015   | Steffen Peters sur Legolas 92      |
| Wellington          | États-Unis | 4 mars 2015       | 8 mars 2015       | Laura Graves sur Verdades          |
| Wellington          | États-Unis | 10 mars 2015      | 15 mars 2015      | Laura Graves sur Verdades          |
| San Juan Capistrano | États-Unis | 19 mars 2015      | 22 mars 2015      |                                    |

### Ligue Asie - Pacifique
| Ville     | Pays      | Début            | Fin              | Vainqueur                   |
| --------- | --------- | ---------------- | ---------------- | --------------------------- |
| Brisbane  | Australie | 17 juillet 2014  | 20 juillet 2014  | Chantal Wigan sur Ferero    |
| Sydney    | Australie | 23 octobre 2014  | 26 octobre 2014  | Heath Ryan sur Regardez Moi |
| Melbourne | Australie | 20 novembre 2014 | 23 novembre 2014 | Heath Ryan sur Regardez Moi |
| Boneo     | Australie | 21 janvier 2015  | 25 janvier 2015  | Mary Hanna sur Umbro        |

## Finale
| Ville     | Pays       | Début         | Fin           | Vainqueur                      |
| --------- | ---------- | ------------- | ------------- | ------------------------------ |
| Las Vegas | États-Unis | 15 avril 2015 | 19 avril 2015 | Charlotte Dujardin sur Valegro |